# Нікколо Гаттілузіо
Нікколо Гаттілузіо (італ. Niccolò Gattilusio; помер у 1409 р.) — перший член родини Гаттілузіо, який з 1370-х років був володарем міста Айнос на егейському узбережжі Східної Фракії (сучасний Енос у Туреччині).

## Біографія
Родина Гаттілузіо походила з Генуезької республіки. Батьки Нікколо та його брата Франческо I Гаттілузіо невідомі, хоча на основі геральдичних свідчень їхніх написів Ентоні Латтрелл стверджує, що їхня мати була членом родини Доріа. Франческо здобув прихильність візантійського імператора Іоанна V Палеолога, допомігши йому у 1354 році потіснити суперника з престолу, Іоанна VI Кантакузина. Як винагороду Франческо Гаттілузіо з липня 1355 року отримав володіння островом Лесбос (і його головним містом Мітилена), а також одружився з сестрою імператора Марією Палеолог. Нікколо, в свою чергу у певний момент між 1376 і 1379 роками отримав в управління прибережне фракійське місто Айнос.
З 1384 по 1387 рік він служив регентом свого племінника, праителя Лесбоса Франческо II Гаттілузіо, поки вони не посварилися між собою. Коли його племінник загинув під час полювання, Нікколо знову став регентом, цього разу для сина Франческо Якопо.
Відомо, що у нього була дочка Марієтта, хоча ім'я її матері не записано; вона померла раніше за нього. На посаді правителя Айноса Нікколо змінив його внучатий племінник Паламед.